# Achmühl
Achmühl ist ein Gemeindeteil von Bad Heilbrunn im oberbayerischen Landkreis Bad Tölz-Wolfratshausen. Der Weiler mit acht Wohngebäuden liegt circa zwei Kilometer südwestlich von Bad Heilbrunn.

## Baudenkmäler

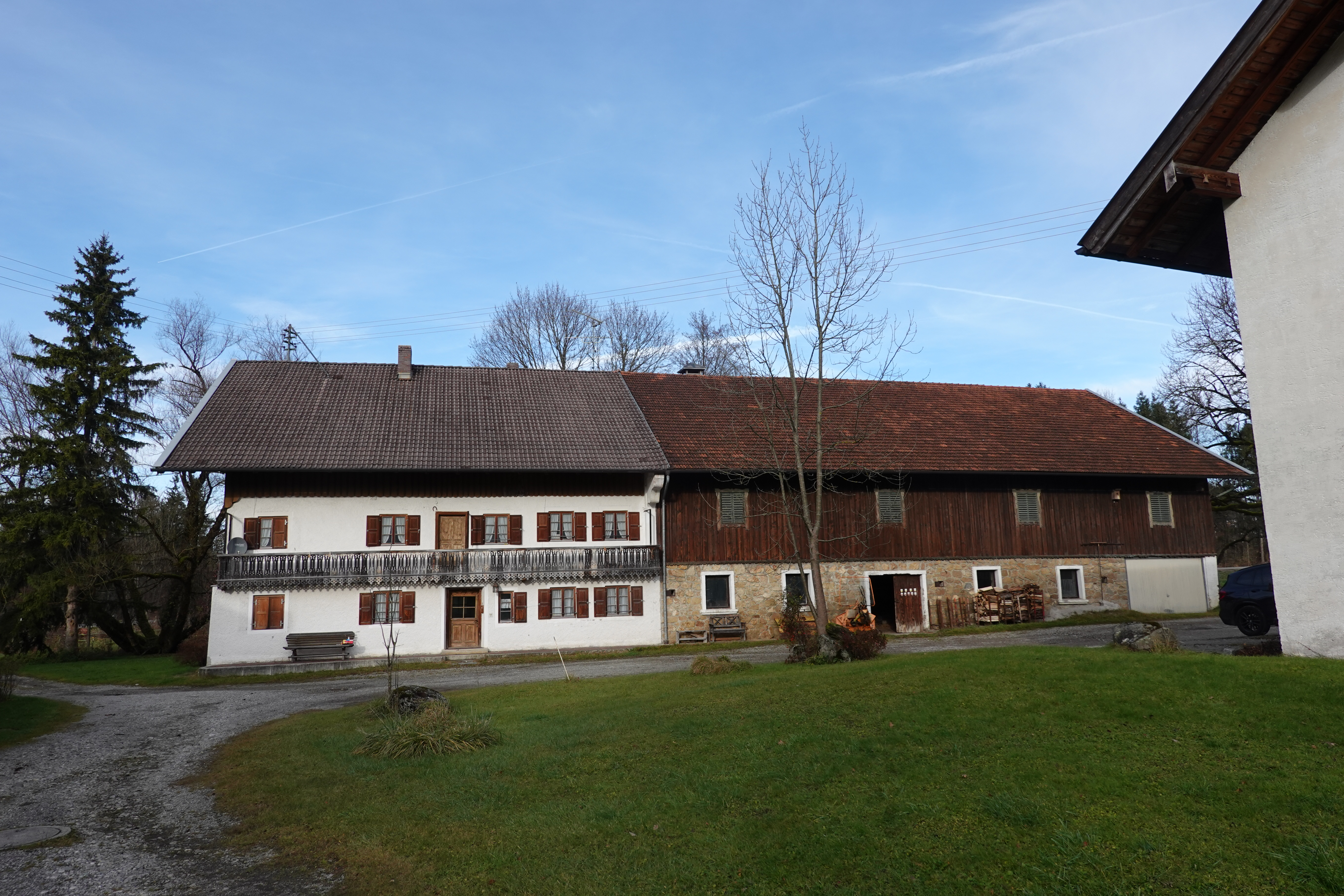
Einfirsthof in Achmühl

Siehe: Liste der Baudenkmäler in Bad Heilbrunn#Andere Ortsteile
- Einfirsthof